# I viaggi nel tempo di Sammy e Raj
I viaggi nel tempo di Sammy e Raj (The Twisted Timeline of Sammy & Raj) è una serie animata indio-inglese prodotta da Jordan Gershowitz.

## Trama
Con una misteriosa app che altera il tempo a portata di mano due cugini si fermano riavvolgono, avanzano velocemente e rallentano attraverso una moltitudine di chiassose imprese e avventure ad alta voce.

## Personaggi e doppiatori
- Sammy Gupta: Voce originale di Nirvaan Pal, italiana di Martina Tamburello.
- Raj Gupta: Voce originale di Aiden Alberto, italiana di Emma Para.
- Tara Gupta
- Kunal Gupta
- Uma Gupta
- Chachi Priyanka
- Chacha Neil
- Malini: Voce originale di Monisha Dadlan, italiana di Erika Di Gioia.
- Dada Aman
- Dadi Dasha
- Gabrielle
- Hugo

## Episodi
| Stagione       | Episodi | Prima TV UK | Prima TV Italia |
| -------------- | ------- | ----------- | --------------- |
| Prima stagione | 20      | 2023        | 2023            |